# Douglas Hartree
Douglas Rayner Hartree (27 mars 1897 – 12 février 1958) est un mathématicien et physicien anglais. Il est connu pour son développement de l'analyse numérique et son application à la physique atomique.

## Sa jeunesse
Douglas Hartree est né à Cambridge, Royaume-Uni. Son père William est maître de conférence en ingénierie à l'université, et sa mère Eva Rayner est présidente du conseil international des femmes et maire de sa ville. Un de ses grands-pères est Samuel Smiles. Il est l'aîné de trois fils, bien que ses deux plus jeunes frères n'aient pas atteint l'âge adulte. Il va à St John's College (Cambridge) mais la Première Guerre mondiale interrompt ses études. Il rejoint un groupe travaillant sur la balistique anti-aérienne sous la direction de A. V. Hill, où il acquiert un savoir-faire considérable et un intérêt demeurant pour le calcul pratique et les méthodes numériques, exécutant la majeure partie de son travail avec un crayon et du papier.

## La méthode Hartree-Fock
À la fin de la Première Guerre mondiale, Hartree retourne à Cambridge. En 1921, une visite de Niels Bohr à Cambridge inspire Douglas d'appliquer ses connaissances sur l'analyse numérique à la solution des équations différentielles pour le calcul des fonctions d'onde atomique. Plus tard dans l'année, il reçoit un diplôme en sciences naturelles avec mention. Il obtient plus tard son Ph. D en 1926. Même à ce stade, il applique ses compétences numériques aux problèmes de mécanique quantique et développe ce qui est connu comme la méthode de Hartree-Fock, rendant possibles des calculs considérés précédemment comme insurmontables.

## Ses années à Manchester
En 1929, il est nommé professeur de mathématiques appliquées à l'université Victoria de Manchester. En 1933, il rencontre Vannevar Bush au Massachusetts Institute of Technology et étudie de première main son analyseur différentiel. Dès son retour à Manchester, il commence à construire son propre analyseur à partir de Meccano. Voyant le potentiel pour exploiter plus loin ses méthodes numériques en utilisant la machine, il convint Sir Robert McDougall de financer une machine plus robuste qui est construite en collaboration avec Metropolitan-Vickers.
La première application de la machine reflète l'enthousiasme de Hartree pour les chemins de fer en calculant les horaires du London, Midland and Scottish Railway. La machine est également utilisée dans des calculs balistiques et autres calculs militaires.

## Sa vie et son travail postérieur

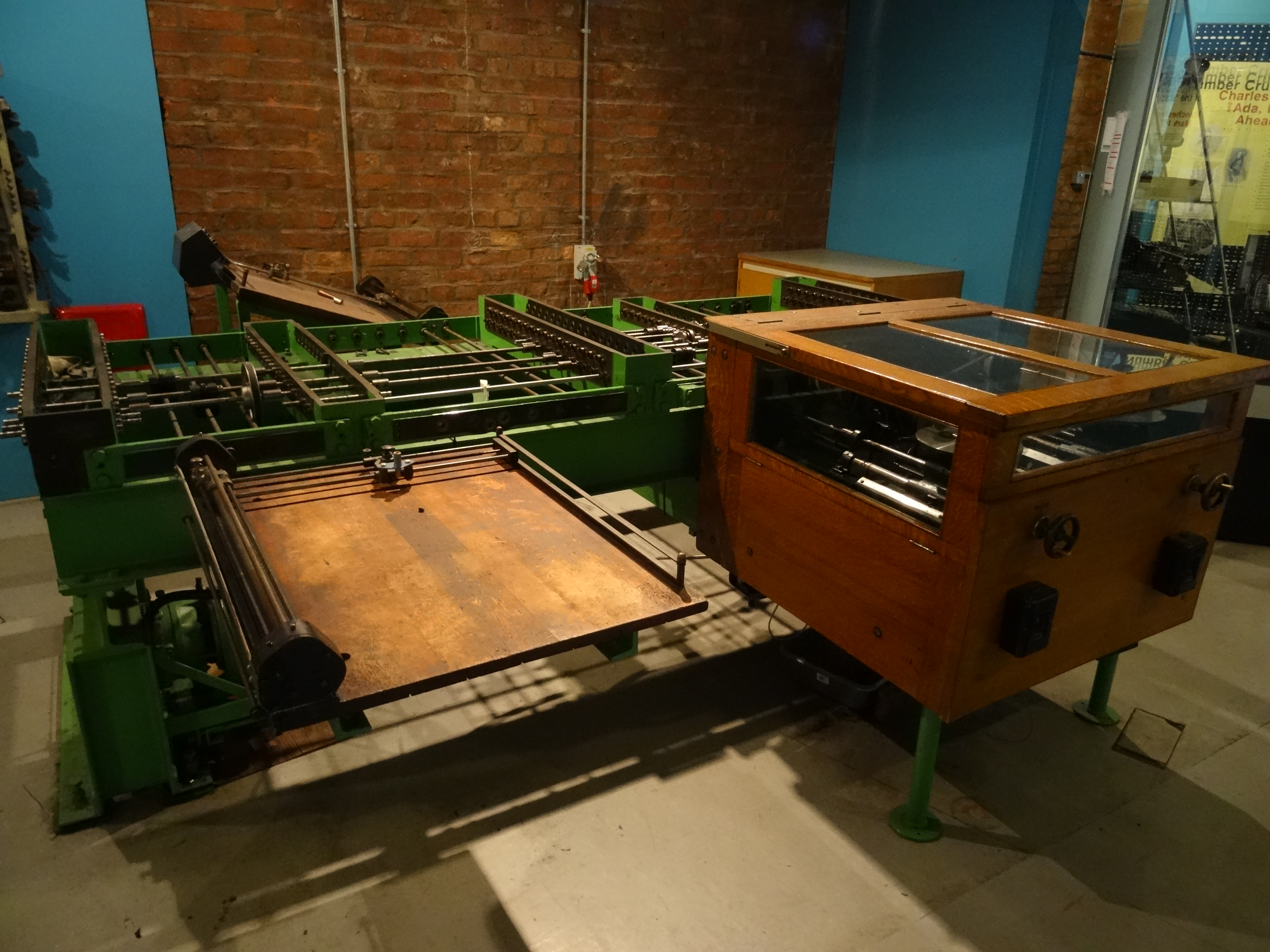
Analyseur différentiel développé par Douglas et exposé au Musée des Sciences et de l'Industrie de Manchester.

Hartree s'intéresse à la physique théorique en 1937 avant de retourner à Cambridge pour occuper le poste de professeur de physique mathématique en 1946. Il travaille sur les systèmes de contrôle et s'implique dans l'application des calculateurs numériques, conseillant l'armée américaine sur l'utilisation de l'ENIAC pour calculer des tables balistiques.
Le dernier étudiant en Ph. D de Hartree, Charlotte Froese Fischer, devient célèbre pour le développement et la mise en œuvre de l'approche Champ multi-configurationnel auto-cohérent sur les calculs de la structure atomique et pour sa prédiction théorique concernant l'existence de l'ion calcium négatif.
Il est mort d'un arrêt cardiaque à Addenbrooke's Hospital à Cambridge.

## Honneurs
- Membre de la Royal Society, (1932)
- L'unité atomique d'énergie (Hartree) porte son nom